# Wilhelm Vehmeier
Wilhelm Vehmeier (* 16. Januar 1893 in Detmold; † 1. November 1989 ebenda) war ein deutscher Politiker (KPD).
Vehmeier erlernte das Schlosserhandwerk. In den 1920er Jahren ging er seinem Beruf in Nienhagen nach. Nach dem Ersten Weltkrieg begann er sich in der KPD zu betätigen, in der er Aufgaben als Kassierer und Unterbezirksleiter übernahm. Im Januar 1933 wurde Vehmeier als Abgeordneter in den letzten Lippischen Landtag gewählt.
Wenige Wochen nach der nationalsozialistischen „Machtergreifung“ wurde Vehmeier verhaftet und am 22. Juli vom Oberlandesgericht Hamm wegen Vorbereitung zum Hochverrat zu einem Jahr und drei Monaten Haft verurteilt. Nach seiner Entlassung am 22. Juni 1934 wurde er bis zum 22. September desselben Jahres in Schutzhaft genommen. Vom 23. bis zum 29. Januar war er erneut in Schutzhaft.
Nach 1945 war Vehmeier zeitweise „Beauftragte des Antifaschistischen Landesausschusses des Landes Lippe“.